# Lợn biển Tây Ấn Độ
Lợn biển Tây Ấn Độ (danh pháp hai phần: Trichechus manatus) là một loài động vật có vú trong họ Trichechidae, bộ Sirenia.
Lợn biển Tây Ấn là một loài riêng biệt với lợn biển Amazon (T. inunguis) và lợn biển Tây Phi (T. senegalensis). Dựa trên các nghiên cứu di truyền và hình thái học, Lợn biển Tây Ấn được chia thành hai phân loài, Lợn biển Florida (T. m. latirostris) và Lợn biển Caribbe (T. m manatus.). Tuy nhiên, gần đây nghiên cứu di truyền (mtDNA) cho thấy rằng lợn biển Tây Ấn thực sự bao gồm ba nhóm, trong đó có nhiều hơn hoặc ít hơn về mặt phân bố địa lý như: (1) Florida và Quần đảo Antilles lớn,(2) Mexico, Trung Mỹ và miền bắc Nam Mỹ, và (3) đông bắc Nam Mỹ.
Cả lợn biển Florida và lợn biển Antillean đang bị đe dọa và đã được quan tâm bảo tồn bởi liên bang, nhà nước, tư nhân và các tổ chức phi lợi nhuận nhằm bảo vệ các loài khỏi những hiểm họa tự nhiên và con người gây ra.

## Hình ảnh

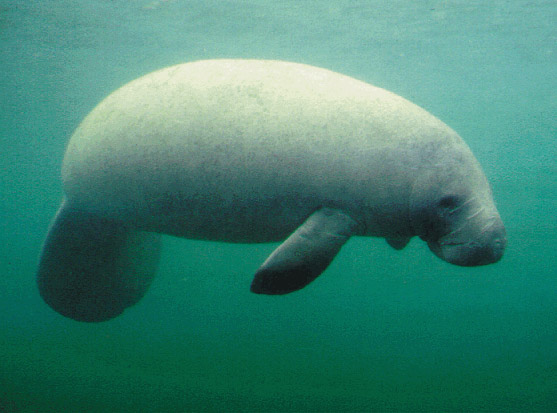
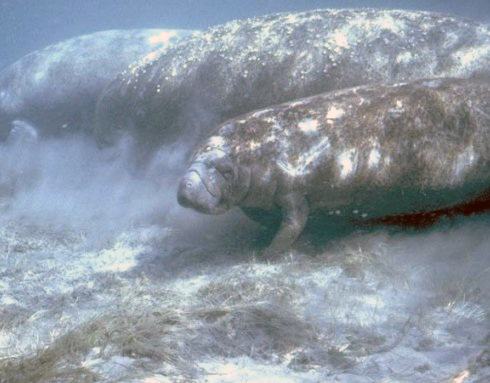
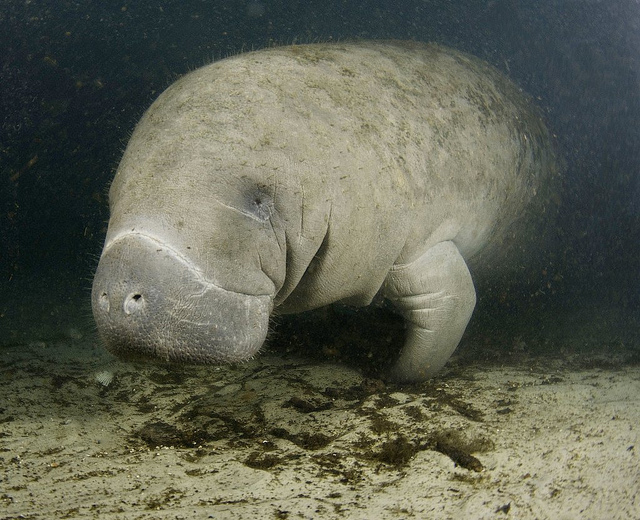
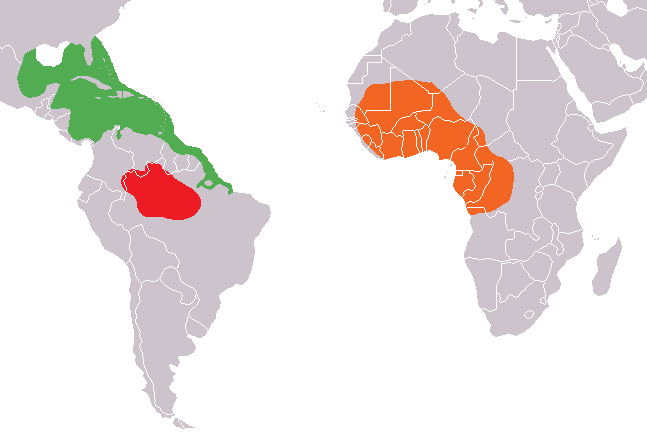